# Каєнський шуляк
Кає́нський шуля́к (Leptodon) — рід яструбоподібних птахів родини яструбових (Accipitridae). Представники цього роду мешкають в Мексиці, Центральній і Південній Америці.

## Види
Виділяють два види:
- Шуляк каєнський (Leptodon cayanensis)
- Шуляк білоголовий (Leptodon forbesi)

## Етимологія
Наукова назва роду Leptodon походить від сполучення слів дав.-гр. λεπτος — дрібний, тонкий і οδων — зуб.